# Kościelna Wieś (województwo dolnośląskie)
Kościelna Wieś (do roku 1945 niem. Steinkirchen) – wieś w Polsce położona w województwie dolnośląskim, w powiecie zgorzeleckim, w gminie Węgliniec.

## Podział administracyjny
W latach 1975–1998 miejscowość administracyjnie należała do województwa jeleniogórskiego.

## Położenie
Wieś leży w południowej części Borów Dolnośląskich nad Czerną Małą, przy DW296. 